# ジェルダウ
ジェルダウ（Gerdau S.A.）は、ブラジルの鉄鋼メーカーである。
本社をポルト・アレグレに置く。南北アメリカ各地に工場をもち、ブラジルのほかアルゼンチン、カナダ、チリ、コロンビア、ドミニカ共和国、グアテマラ、メキシコ、ペルー、アメリカ、ウルグアイ、ベネズエラ、さらにはスペインなどにも工場がある国際的なメーカーである。
2007年の粗鋼生産量は約1860万トンで、世界13位。ジェルダウは、サンパウロ証券取引所、ニューヨーク証券取引所、トロント証券取引所、マドリード証券取引所に上場している。ボペスパ指数構成銘柄でもある。